# 劇場版ポケットモンスター ダイヤモンド&パール アルセウス 超克の時空へ ミュージックコレクション
『劇場版ポケットモンスター ダイヤモンド&パール アルセウス 超克の時空へ ミュージックコレクション』は、劇場版『ポケットモンスター ダイヤモンド&パール アルセウス 超克の時空へ』のサウンドトラック。2009年8月5日にメディアファクトリーから発売された。

## 概要
- 劇場版『ポケットモンスター ダイヤモンド&パール アルセウス 超克の時空へ』のサウンドトラック。
- CDジャケットには、アルセウスが描かれている。
- 音楽は、宮崎慎二が担当している。

## 収録曲
1. ハイタッチ!2009（映画サイズ）
歌：サトシ（松本梨香）、ヒカリ（豊口めぐみ）
作詞：戸田昭吾 / 作曲：たなかひろかず / 編曲：依田和夫
オープニングテーマ
2. アバン組曲1
3. アバン組曲2
4. 覚醒
5. タイトルテーマ2009
6. 旅 〜心のアンテナ〜
7. みんなで川遊び
8. ミチーナの湖
9. ディアルガ
10. ギラティナ
11. パルキア
12. 伝説（ひかり絵）
13. 守り人シーナ
14. 神々の戦い
15. 時空を超えて
16. 日蝕の日
17. アルセウスの怒り
18. ギザみみピチューにつづけ!
19. アルセウス光臨
20. 16のプレート
21. 命の宝玉
22. 芽吹いた命
23. お手柄ギザみみピチュー
24. サトシVSギシン
25. 超克せよ!時空のさだめを!
26. 復活
27. さらば未来の子供たち
28. 再生
29. 未来へ
30. 心のアンテナ-Haruomi Hosono Original Mix-
歌：中川翔子
作詞：松本隆 / 作曲・編曲：細野晴臣